# Talang Jawa (Pulau Panggung)
Talang Jawa is een bestuurslaag in het regentschap Tanggamus van de provincie Lampung, Indonesië. Talang Jawa telt 956 inwoners (volkstelling 2010).